# Félix Calderón Ávila
Félix Calderón Ávila (ur. 1887 w Huehuetenago, zm. 1924 w San Francisco, USA) − poeta i dyplomata gwatemalski. 

## Twórczość
- Lira altiva (1913),
- Medallón Colonial,
- Oro y bronze,
- Los Andres (1926),
- Cantos de América (1926).